# Hermandad de la Santa Cena (Astorga)
La Hermandad de la Santa Cena es una hermandad católica de la ciudad de Astorga, España. Fue fundada en 1969 y tiene su sede en la parroquia de San Bartolomé.

## Historia

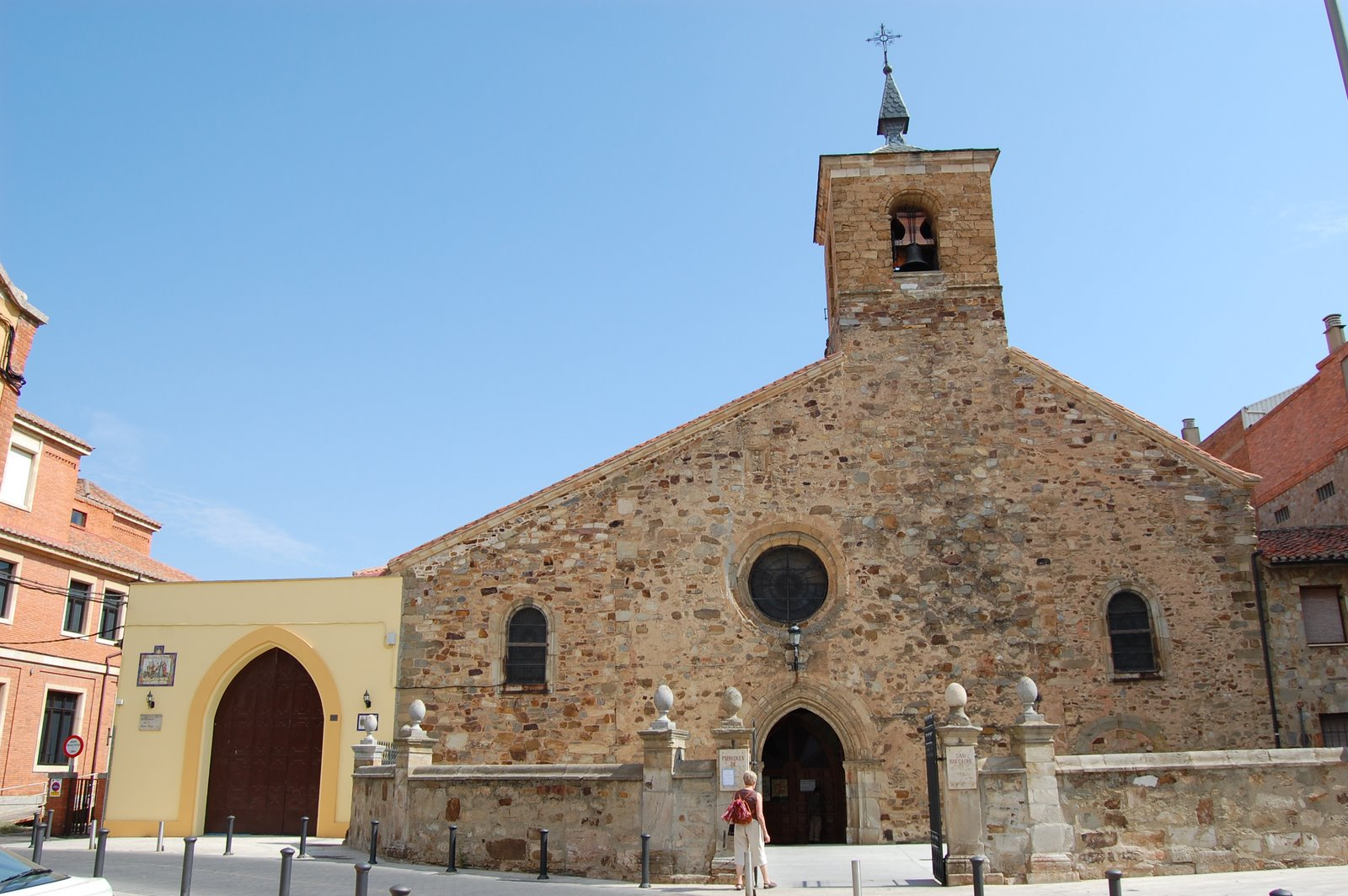
Iglesia de San Bartolomé, sede de la Hermandad

La Hermandad fue fundada en 1969 con el nombre de Hermandad de la Santa Cena del Gremio de Hostelería, fruto de su segregación de la Hermandad de Caballeros del Silencio de Nuestro Padre Jesús Nazareno, también con sede en Astorga. En 1979 se permitió la entrada al gremio de la alimentación y, desde la puesta en largo del nuevo paso de Jesús Cautivo, se generalizó la entrada de hermanos no pertenecientes a ninguno de los dos gremios.

## Emblema
El emblema está formado por un cáliz dorado y la Sagrada Forma en blanco. Su estandarte es de paño rojo festoneado con una orla dorada.

## Indumentaria
El hábito se compone de una túnica de color hueso con sobrecuello y botonadura de color rojo, capirote de tela roja con el emblema de la hermandad en el pecho y cíngulo amarillo. Los cargos directivos llevan también capa de color rojo y guantes blancos.

## Actos y procesiones

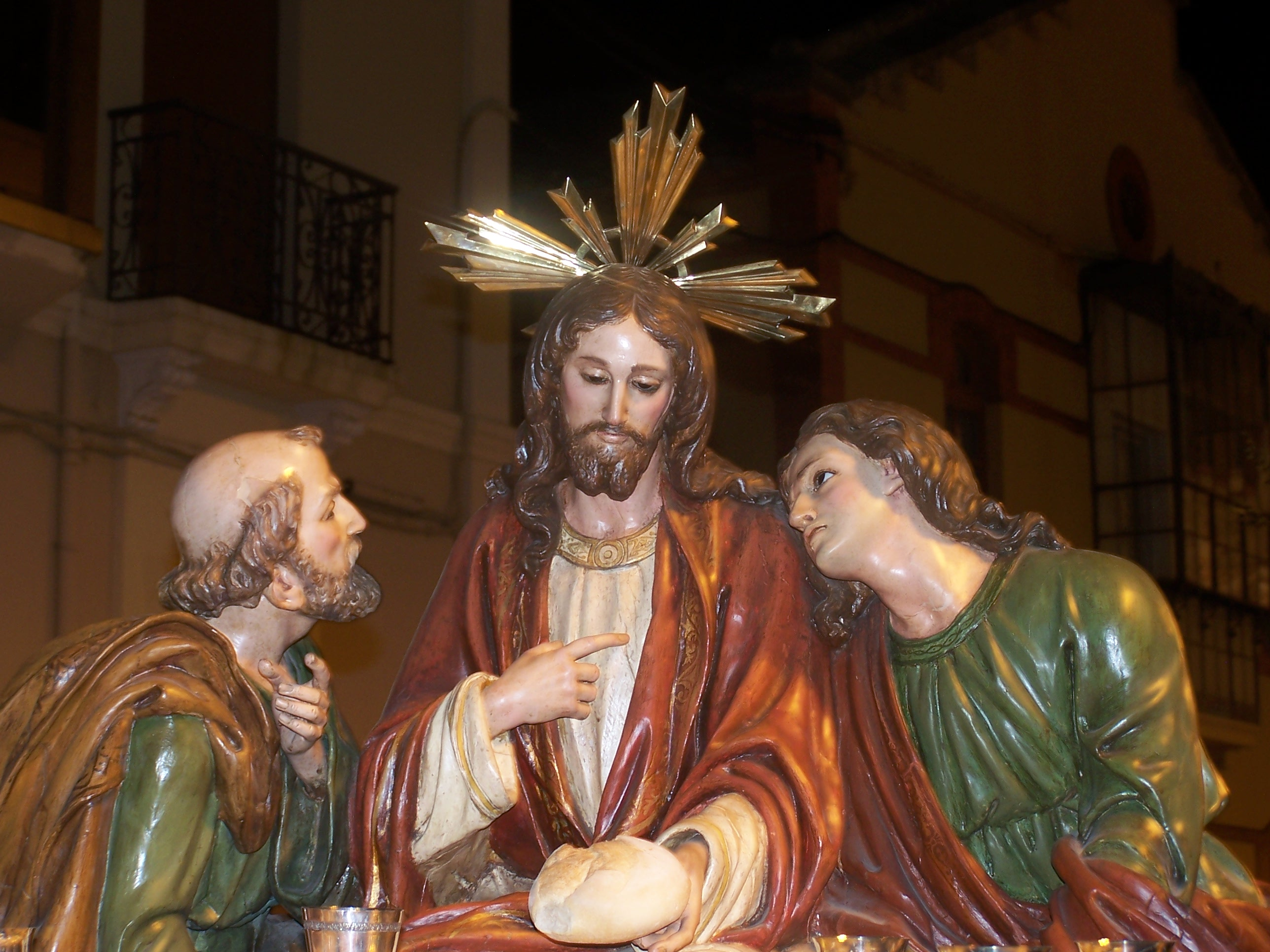
Detalle de la Santa Cena

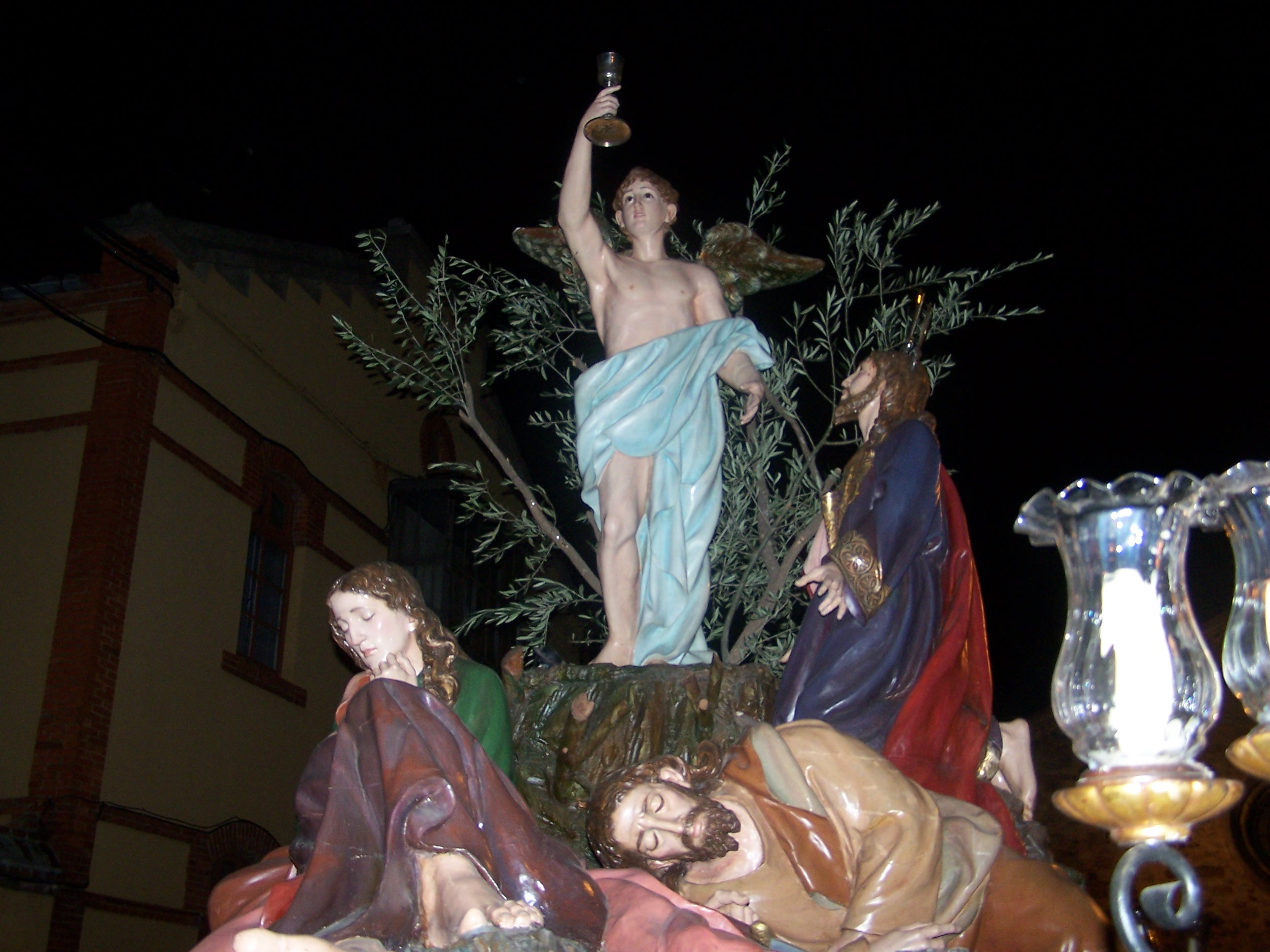
La Oración en el Huerto

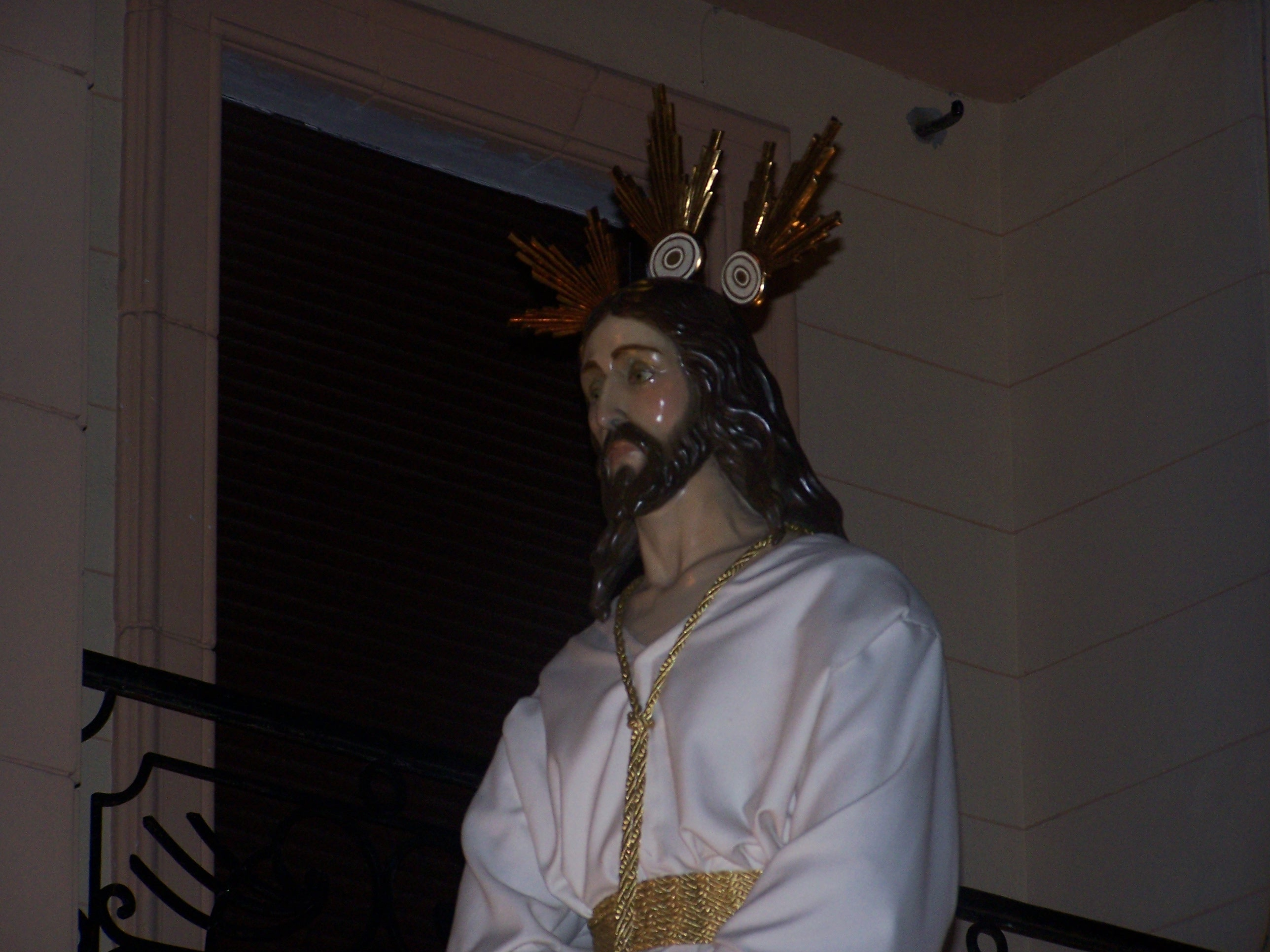
Detalle del Jesús Cautivo

La Hermandad participa en las siguientes procesiones:
- Martes Santo: Vía crucis organizado por la Junta Profomento de la Semana Santa. Las distintas cofradías se concentran en el centro de la ciudad para ir en procesión conjunta hasta la Catedral, donde se celebra el Vía crucis. La Hermandad procesiona el paso de la Oración en el Huerto.
- Miércoles Santo: Procesión de la Santa Cena. Tras un acto eucarístico y la bendición de los panes en la parroquia de San Bartolomé, sale la procesión con los pasos del Prendimiento de Cristo, la Santa Cena, la Oración en el Huerto y Jesús Cautivo.

## Pasos
La Hermandad procesiona los siguientes pasos:
- Prendimiento de Cristo (Beso de Judas): realizado en Valencia en 1909 por José Romero Tena. De madera policromada, el grupo escultórico está inspirado en el mismo tema de Salzillo. Es propiedad de la Cofradía de la Santa Vera Cruz y Confalón y procesiona en un trono sobre ruedas.
- Santa Cena: realizado por Manuel Aldrey en 1952 en Santiago de Compostela. De madera policromada, fue restaurado en 1996. Es propiedad de la Hermandad de Caballeros del Silencio. Procesiona en un trono sobre ruedas.
- Oración en el Huerto: popularmente conocido como «Los Durmientes», fue realizado en 1955 por Manuel Aldrey. De madera policromada, y restaurado en 1997, es propiedad de la Hermandad de Caballeros del Silencio. Procesiona en un trono sobre ruedas.
- Jesús Cautivo: realizado en madera policromada por Proceso Arte 8 en 1997-98, es pujado por 40 braceros.
- Jesús de la Obediencia: obra de Roberto Rebaque.